# Germarostes pauliani
Germarostes pauliani is een keversoort uit de familie Hybosoridae. De wetenschappelijke naam van de soort is voor het eerst geldig gepubliceerd in 1976 door Chalumeau & Cambefort.